# 路子工
路子工（みちのこたくみ、生没年不詳）は、『日本書紀』に登場する7世紀初頭の百済の土木技術者。本名不詳。別名芝耆摩呂（しきまろ）。イラン（ペルシア）系西域から中国南朝を経て百済に寄留していたイラン系（ペルシア）胡人。「路子工」は、パフラヴィー語人名を漢字にあてているとする説が有力。伊藤義教は、「路子工」をパフラヴィー語の「Rāh-āškār（築道に明るい者）」と、「芝耆摩呂」をパフラヴィー語の「Āškār-āmār（計測に明るい者）」の写音と指摘している。

## 概要
百済が中国江南と密接な交流があったことは、インドの僧摩羅難陀によって東晋から仏教が伝来されたことからも明らかであるが、百済は、高句麗、新羅と比較しても中国南朝との交渉が盛んであり、黄海を渡れば近いという地勢的な事情により、中国南朝からの渡来人も多かった。『梁書』列伝東夷条の新羅に関する記述に「語言待百済而後通焉」とあり、中国人が新羅人と会話するときは、百済人を通訳にたてるのが常であった。中国南朝には早い時代からイラン系（ペルシア）胡人、アラブ人商人たちが進出しており、路子工も、そのような経路をとって百済に至ったイラン系（ペルシア）胡人とみられる。
『日本書紀』によれば、612年(推古天皇二十年）に日本に帰化したといわれており、その全身に白い斑があったため、周囲から気味悪がられて、海中の島に置き去りにされそうになったが、弁舌により難を逃れ、御所に須弥山と唐風の呉橋（屋根、欄干つきの橋）がある庭を建設したことから、路子工と呼ばれるようになったという。当時の日本では、既に庭園建設も盛んに行われていたが、技術者として記録が残る人物としては日本最古である。その後、全国を回り当時の日本を代表する三河の矢引橋、水内の曲橋、木襲の梯橋、遠江の浜名橋、会津の闇川橋、兜岩の猿橋など180もの架橋に携わったとされる。

## 山梨県猿橋との関連
山梨県大月市猿橋町猿橋に所在し桂川を架橋する猿橋には、志羅呼（しらこ）という百済からの渡来人が建造したとする伝承がある。猿橋に関する文献史料は中世から存在し、現在の猿橋が『日本書紀』に登場する兜岩の猿橋と同一とは限らないが、路子工の出身地が同一であること、架橋の時期が推古天皇の代と路子工の活動期と重なることから、同一人物の可能性がある。